# Herkules und Antäus (Hans Baldung)

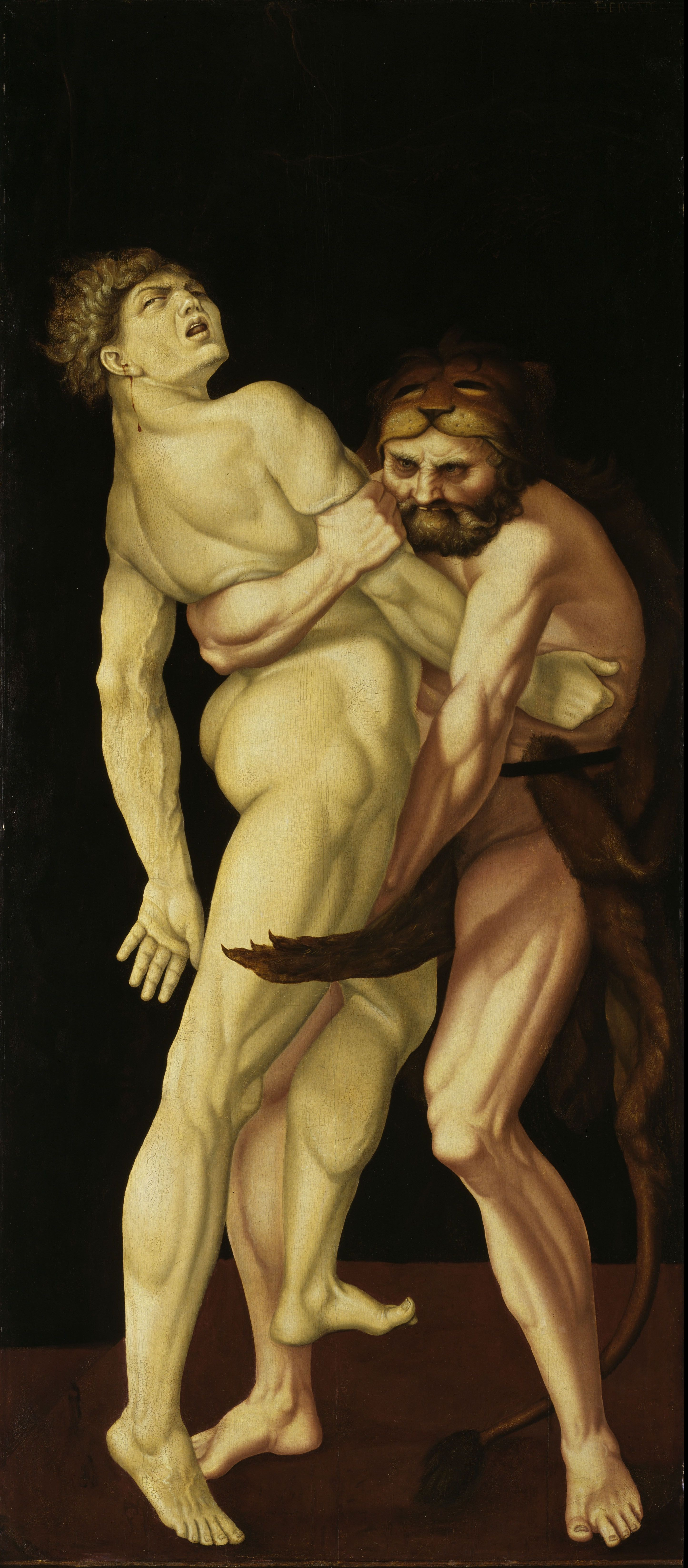
Hans Baldung: Herkules und Antäus (1531)

Herkules und Antäus ist ein Gemälde des Malers Hans Baldung von 1531. Das Gemälde kam 1892 als Geschenk von Edward Habich in die Gemäldegalerie Alter Meister in Kassel.

## Bildbeschreibung
Antäus fordert Herkules zu einem ungleichen Kampf heraus. Der Riese Antäus, links im Bild Baldungs, erhält durch die Verbindung mit seiner Mutter Gäa, der Erde, ständig neue Kräfte. Der bärtige Herkules rechts wendet in gebückter und gedrehter Haltung einen Hebelgriff an, mit dem er seinen Gegner von der Erde lösen will, um so dessen Kraftzufuhr zu unterbinden. Mit extremer Anspannung und Kraftaufwendung umfasst Herkules, mit dem entschlossenen Gesichtsausdruck des Siegers, den bereits angehobenen, schon erbleichenden und nachgebenden Antäus, um diesen zu erdrücken und zu erschlagen. Baldung stellt den Moment der Loslösung Antäus von der Erde dar. Nur noch seine rechte Fußspitze berührt den Boden. Sein verzweifelter Gesichtsausdruck deutet die bevorstehende Niederlage und seinen Tod an.
Die überdeutliche malerische Ausarbeitung der plastischen Definition und der Kampfszene, sowie die Auswahl unrealistischer naturnaher Farben, wie blasses Weißgrau des nackten Antäus gegenüber Rosarotbraun des mit dem Fell des Nemeischen Löwens gekleideten Herkules, erhöht das unheimliche und phantastische Moment der malerischen Szene.

## Einordnung
Werke dieses Spätrenaissancestils leiteten den Manierismus ein.
Hans Baldung knüpfte an Darstellungen der italienischen Frührenaissance an, die ihm für den unbekleideten Kämpfer Antäus Vorbild waren. Er verarbeitete auch Elemente des Griechischen Ringkampfs Pale. Hans Baldung schildert in der Tafel den Kampf zwischen Herkules und seinem Gegner, dem streitbaren und mordlustigen Antäus, Sohn der Mutter Erde Gäa. Der Kampf des antiken Helden ist nach humanistischen Vorstellungen ein Sieg über die niedrigen irdischen Kräfte. Das Werk Baldungs stellt eine Allegorie der Tapferkeit dar.